# Aerojet

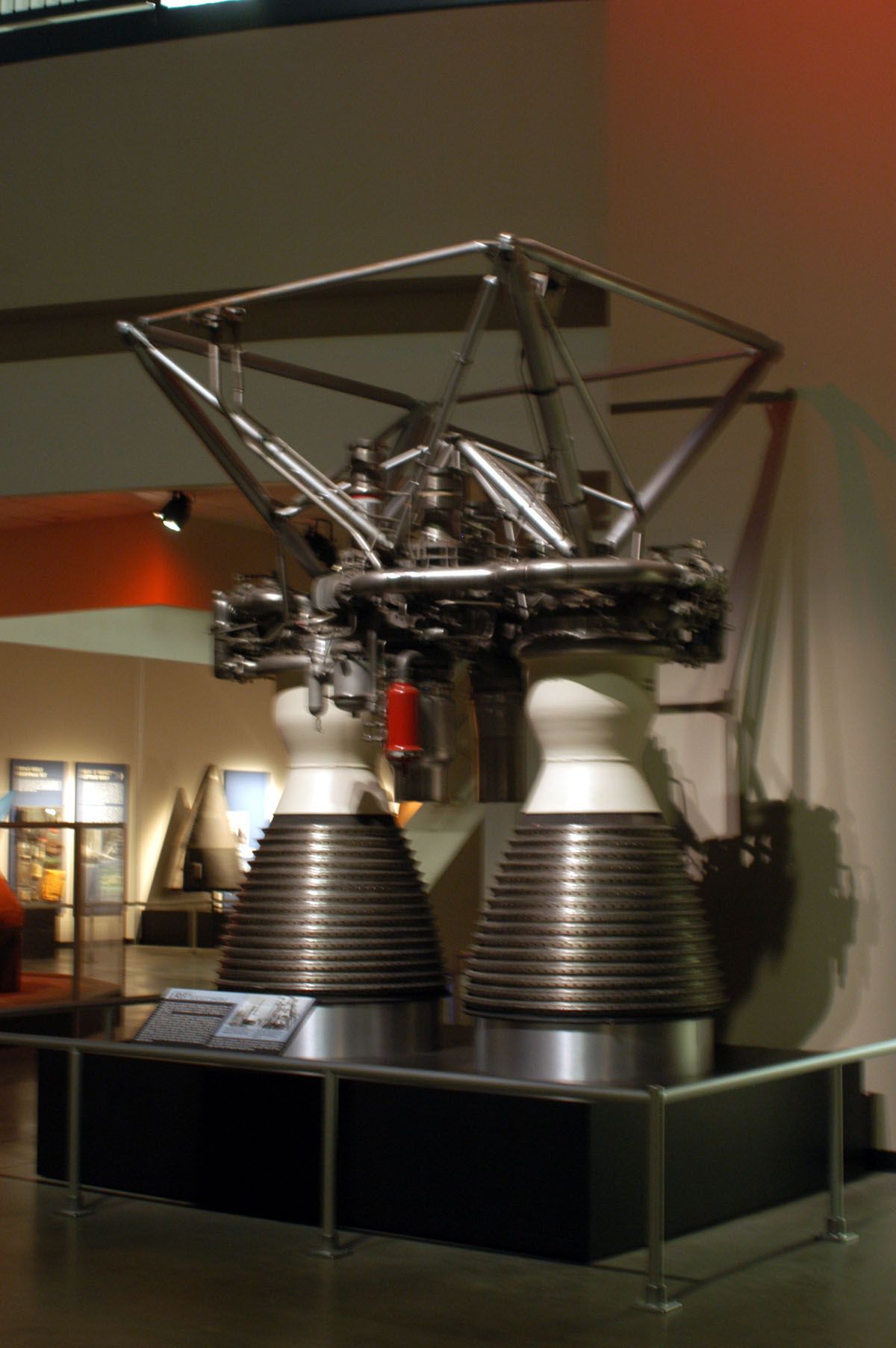
Moteur Aerojet-General LR87 au Musée national de l'United States Air Force.

Aerojet était l'un des principaux fabricants de moteurs-fusées et de missiles américain avant d'être fusionnée en 2013 avec Rocketdyne pour former la société Aerojet Rocketdyne. Cette société est basée à Rancho Cordova dans le Comté de Sacramento en Californie et possède diverses divisions dans les États de Washington (Redmond), de Virginie (Orange et Gainesville) et de l'Arkansas (Camden). Aerojet appartient au groupe GenCorp et est la seule entreprise américaine à produire à la fois des moteurs à propergol solide et des moteurs à propergol liquide. Sa gamme de produits comprend un vaste choix de moteurs allant de moteurs de forte poussée utilisés sur des lanceurs de satellites ou des missiles balistiques, jusqu'aux moteurs utilisés pour le contrôle d'attitude et les manœuvres orbitales utilisés par les satellites artificiels. Ces produits incluent également des propulseurs d'appoint tels que ceux utilisés par le lanceur Atlas V. Aerojet est également en pratique le seul fournisseur américain de moteurs-fusées pour missiles tactiques. À cela s'ajoute la production et le développement d'un grand nombre de moteurs aérobies de type statoréacteur ou superstatoréacteur. Aerojet mène également des travaux de recherche dans les domaines de la propulsion ionique et des moteurs à effet Hall. Aerojet est l'une des trois entreprises américaines dédiées presque exclusivement à la production de moteurs fusées ; les deux autres sont Rocketdyne pour les moteurs à ergols liquides et ATK pour les moteurs à propergols solides.

## Historique

### Les débuts
La société trouve ses origines dans une réunion rassemblant plusieurs chercheurs qui eut lieu en 1936 au domicile de Theodore von Kármán. Ce dernier était à l'époque directeur du Guggenheim Aeronautical Laboratory au sein de Caltech. Un certain nombre d'autres professeurs et étudiants intéressés par le domaine de l'astronautique participèrent à cette réunion dont l'astrophysicien Fritz Zwicky et le physicien Jack Parsons, expert en fusées et explosifs. Ce groupe continua à se rencontrer sporadiquement, ceci uniquement à des fins de discussion et non d'expérimentation.
Les événements se précipitèrent en 1938 quand l'armée de terre des États-Unis proposa deux contrats de recherche, l'un sur le dégel des verrières d'avion, l'autre sur l'utilisation de moteurs-fusées pour l'assistance au décollage d'aéronefs (connus sous l'acronyme JATO — Jet Assisted Take-Off). Le docteur Jerome Hunsaker du MIT sollicité en premier décida de laisser la bourse concernant les moteurs-fusées au groupe de Caltech, ayant le sentiment que ce dernier projet était trop proche de la science-fiction.
Le premier démonstrateur technique du système de décollage assisté fut testé le 16 août 1941 et consistait en un petit moteur à propergol solide cylindrique attaché sous le ventre d'un avion. La distance de décollage de l'avion fut réduite de moitié lors de l'essai, ce qui déclencha une commande de l'USAAF pour un prototype expérimental. Le 19 mai 1942, la société fut créée à Azusa (Californie) sous le nom de Aerojet Engineering. Les fondateurs de cette entreprise étant Frank Malina, von Kármán, Jack Parsons, Forman, Martin Summerfield, et Andrew Haley. En 1943, l'Armée plaça une commande ferme pour 2000 JATO à livrer avant la fin de l'année. La compagnie développa en parallèle des moteurs-fusées à ergols liquides ainsi qu'un nouveau type de propergol solide reposant sur un nouveau type de caoutchouc utilisé comme liant développé en partenariat avec General Tire. Avec la fin de la guerre, Aerojet dut réduire drastiquement ses activités, conservant tout de même une activité de production de JATO pour des avions civils décollant depuis des terrains situés en altitude et en pays chaud.

### La diversification
En 1950, les progrès dans les recherches sur les liants à base de caoutchouc permirent à Aerojet de développer des moteurs plus puissants puis de développer la fusée-sonde Aerobee. Cette fusée fut la première aux États-Unis à pouvoir atteindre l'espace (sans pour autant permettre une mise en orbite) et réalisa plus de 1 000 vols jusqu'à son retrait en 1985. L'Armée de l'Air américaine qui venait juste d'être créée en tant qu'entité autonome, choisit Aerojet comme fournisseur principal d'un grand nombre de missiles balistiques des familles Titan et Minuteman. Aerojet fut également le maître d’œuvre du missile balistique Polaris pour le compte de la Marine de guerre américaine. Aerojet a également conçu et produit un total de 1 182 moteurs fusées utilisés pour la propulsion des fusées Titan (dérivé du missile éponyme), mises en œuvre dans le cadre des vols habités du programme Gemini ainsi que pour le lancement des sondes spatiales Viking, Voyager, ou encore Cassini-Huygens. Pour répondre à ces demandes croissantes une usine fut construite à Sacramento tandis que les locaux d'Azusa retournèrent à leur vocation première de bureau d'études. L'un des principaux programmes de recherche ayant eu lieu à Azusa portait sur le développement des capteurs infrarouges utilisés par les satellites d'alerte avancée DSP. Une nouvelle branche de recherche fut également créée sous l'appellation Aerojet Electronics, et après l'acquisition d'un certain nombre d'usines de munitions une branche Aerojet Ordnance (en français « Munition Aerojet ») fut également fondée. Une société mère nommée Aerojet General fut créée pour superviser l'action de ces trois branches.
Le lancement du programme Apollo par le président Kennedy au début des années 1960 conduisit à une forte augmentation des activités civiles d'Aerojet. Après avoir perdu à plusieurs reprises des appels d'offres portant sur les moteurs des premiers étages des fusées Saturn et Nova, généralement gagnés par son rival Rocketdyne, la société fut sélectionnée pour développer et construire le moteur principal du module de commande et de service Apollo. En 1962, Aerojet fut également sélectionnée pour développer un nouvel étage supérieur pour le lanceur Saturn V qui devait être utilisé à l'issue des missions Apollo en remplacement des cinq moteurs J-2 du deuxième étage. Mais les travaux sur cet avant-projet nommé M-1 furent arrêtés en 1965 quand l'appui politique dont bénéficiait le programme spatial commença à s'estomper.
Dans les années 1970, Aerojet développa le système propulsif du deuxième étage du missile MX, les moteurs OMS (en) utilisés pour les manœuvres orbitales par la navette spatiale américaine ainsi que les bombes à sous munitions BLU-97 américaines. Un contrat très important pour la fabrication des munitions de 30 mm de l'avion d'attaque au sol A-10 Thunderbolt II obligea la compagnie à créer deux nouveaux centres de production à Downey et Chino Hills en 1978. Aerojet acquit également durant cette période d'autres société tandis que son usine de Jonesborough dans le Tennessee développa les munitions en uranium appauvri. En 2012 la société est toujours le principal fournisseur de ce type d'armement. Les divisions d'électronique et de munitions d'Aerojet ont également collaboré sur les obus d'artillerie de 8 pouces anti-blindage SADARM (en) mais cette munition ne dépassa par le stade du prototype.

### Le ralentissement de l'activité
Les années 1980 virent une brève progression de l'activité grâce au programme de bouclier anti-missile IDS du président Reagan, mais le chiffre d'affaires d'Aerojet déclina à la fin des années 1980 et au cours des années 1990.
Les années 1990 virent l'activité d'Aerojet atteindre son point bas, beaucoup de ses usines étant arrêtées faute de commandes, par conséquent la société chercha un moyen de rentabiliser ses actifs. Ses capacités importantes en équipements de mélanges chimiques furent louées à d'autres entreprises, notamment à l'industrie pharmaceutique, sous le nom d'Aerojet Fine Chemicals. La division fut plus tard vendue. Une société immobilière, Aerojet Real Estate, fut également fondée pour louer les bâtiments inoccupés ou les terrains inutilisés. Aerojet possédait en effet plus de 52 km2 de terrain à 24 km du centre ville de Sacramento.
Ce qui subsistait des activités de recherche et développement d'Aerojet fut rassemblé au sein de la division Aerospace and Defense (ADS). Celle-ci continue de développer et de produire des moteurs-fusées solides, liquides et également des moteurs aérobies pour les missiles tactiques, stratégiques ainsi que les missiles guidés de précision ou les intercepteurs du bouclier antimissile. Ces moteurs sont à la fois des moteurs principaux ou des moteurs d'attitude et de contrôle. À cette gamme de produits s'ajoutent des charges utiles de missiles offensifs ou intercepteurs, ainsi que des éléments de structures aérodynamiques pour le chasseur F-22 Raptor ou encore des systèmes d'extinction des incendies équipant les véhicules civils ou militaires. Leurs activités spatiales incluent des moteurs liquides et solides pour des lanceurs réutilisables ou non, pour les satellites et pour des propulseurs d'appoint.
Aerojet a qualifié avec succès un moteur à effet Hall de 4,5 kW basé sur les technologies de la société Busek Corporation,. Aerojet est également sous-traitant de Lockheed Martin pour le programme Advanced Extremely High Frequency de l'Armée de l'Air américaine,. La société a également procédé à des études sur des systèmes mono-ergols écologiques avec un succès mitigé même si les moteurs HAN produits pour l'Air Force ont démontré que le concept était viable,,,.

### Aerojet de nos jours
Depuis le début du XXIe siècle, Aerojet a connu une période de croissance entre 2002 et 2008. Fin 2008, Aerojet employait plus de 3 500 collaborateurs. Développé par la société, le moteur du deuxième étage du lanceur Delta II, dont le vol inaugural a eu lieu en 1960, a été utilisé sans rencontrer d'échec au cours de 268 missions au 6 février 2006. Avec le programme Constellation, la NASA décida de définir comme objectif sur le long terme de retourner sur la Lune puis d'envoyer de missions vers Mars. Dans ce contexte Aerojet fut choisi pour produire et développer le système propulsif du vaisseau Orion mais le programme est abandonné en 2010.
Aerojet possèdent alors des établissements dans les villes suivantes :
- Jonesborough, Tennessee ;
- Redmond, Washington ;
- Orange, Virginie ;
- Gainesville, Virginie ;
- Camden, Arkansas ;
- Socorro, Nouveau-Mexique.

En 2012, Aerojet appartient au groupe GenCorp. GenCorp était connue jusqu'en 1984, sous l'appellation General Tire & Rubber Company et est basée à Rancho Cordova.
En novembre 2010, la NASA a pré-sélectionné Aerojet comme fournisseur de systèmes de lancement lourd et le développement des technologies propulsives dans le domaine de la propulsion.

### Fusion avec Rocketdyne
La société Aerojet a été fusionnée en 2013 avec l'autre grand motoriste américain historique Rocketdyne rachetée à Pratt & Whitney par GenCorp pour former la société Aerojet Rocketdyne.

## Le complexe et canal de Floride
Au milieu des années 1960, la technologie de propulsion solide d'Aerojet était à l'étude pour le premier étage du lanceur Saturn V. Le moteur ainsi conçu était constitué d'un pain de propergol d'une seule pièce de 6,4 mètres de diamètre qui ne pouvait être transporté par rail. Un complexe a été construit dans les Everglades pour que les moteurs puissent être testés et assemblés puis transportés par barge jusqu'à Cape Canaveral. Un canal fut creusé — le canal C-111 — qui constitue le canal d'eau douce le plus au sud de la Floride du Sud Est. Un pont basculant a également été mis en place sur l'autoroute U.S. Route 1 au mile 116. Ce canal a été surnommé le « canal Aerojet ». La proposition d'Aerojet pour Saturn V n'ayant pas été retenue et les propulseurs d'appoint de la navette spatiale utilisant une architecture en segment, le terrain et les installations furent rendus à l’État de Floride et forment à présent une réserve naturelle. Les bâtiments et les éléments de signalisation des routes et voies navigables sont toujours visibles bien qu'endommagés par les intempéries. Plusieurs documentaires tels que Space Miami ou Aerojet Dade: An unfinished journey portent sur l'histoire de ces installations.

## Sites contaminés
Les processus de fabrication, de test, et de retraitement des déchets en vigueur chez Aerojet ont conduit à la pollution toxique des sols et des eaux de la zone de Rancho Cordova qui a été classée en site Superfund. Des solvants tels que le trichloréthylène (TCE), le chloroforme et des sous produits d'ergols tels que la N-nitrosodiméthylamine (NDMA) ou encore les perchlorates ont été détectés en 1979 dans des forages destinés à l'alimentation en eau potable creusés à proximité des installations d'Aerojet. Depuis, deux agences de l’État de Californie et l'Environmental Protection Agency (EPA) ont travaillé avec Aerojet pour s'assurer que la société réalisait les opérations de dépollution de son site. Par ordre des autorités locales et fédérales, Aerojet a installé plusieurs systèmes de pompage et de traitement des eaux contaminées en bordure de son site. Aerojet a également procédé au décapage des sols et à l'enlèvement des liquides et des boues sur le site. En 2003, les prélèvements d'eau souterraine ont révélé une contamination s'étendant jusqu'à Carmichael.
La découverte de la contamination en TCE des eaux souterraines par ses installations de Sacramento a amené Aerojet à vérifier l'hypothèse d'une contamination des eaux souterraines de son complexe d'Azusa où beaucoup de tests de JATO et de moteurs-fusées avaient été réalisés avant le déménagement vers Sacramento. La contamination fut confirmée en 1980 par un témoignage rendu devant le Sénat de l'État de Californie présidé par le sénateur Esteben Torres. Le site fut classé Superfund par l'EPA en 1985 sous le nom de « Site Superfund de San Gabriel ». En 1997, il fut également découvert que le même site était contaminé par le NDMA et le perchlorate d'ammonium. Aerojet a vendu cette installation à Northrop Grumman en 2001.